# Коле Ардуини (Фрозиноне)
Коле Ардуини је насеље у Италији у округу Фрозиноне, региону Лацио.
Према процени из 2011. у насељу је живело 67 становника. Насеље се налази на надморској висини од 149 м.